# Месть (фильм, 2022)
«Месть» (англ. Vengeance) — американский художественный фильм режиссёра Бенджамина Джозефа Новака, его полнометражный режиссёрский дебют. Главные роли в фильме исполнили Новак, Исса Рэй, Эштон Кутчер и Бойд Холбрук. Джейсон Блум выступил одним из продюсеров со своей кинокомпанией Blumhouse Productions.
Мировая премьера состоялась на фестивале «Трайбека» 12 июня 2022 года, а 29 июля 2022 года фильм был выпущен в США компанией Focus Features. Он получил в целом положительные отзывы критиков.

## Сюжет
Сюжет фильма рассказывает о радиоведущем из Нью-Йорка, который отправляется на юг, чтобы расследовать убийство своей девушки и узнать, что с ней произошло.

## В ролях
- Б. Дж. Новак — Бен Маналовиц
- Исса Рэй — Элоиза
- Эштон Кутчер — Квентин Селлерс
- Бойд Холбрук — Тай Шоу
- Дав Камерон — Канзас-Сити Шоу
- Изабелла Амара — Пэрис Шоу
- Анали Типтон — Эбилен Шоу
- Зак Вилла — Санчоло

## Производство
В период с 2015 по 2018 год Б. Дж. Новак, живущий в Лос-Анджелесе, штат Калифорния, совершил несколько поездок в Техас, чтобы провести исследования для фильма о подкастере из синего штата, который едет в красный штат. В марте 2020 года стало известно что Б. Дж. Новак станет сценаристом, режиссером и исполнителем главной роли в будущем фильме, а к актерскому составу присоединятся Исса Рэй, Эштон Кутчер и Бойд Холбрук. Джейсон Блум выступит в качестве продюсера со своей кинокомпанией Blumhouse Productions, а Грег Гилреат и Адам Хендрикс — Divide/Conquer.
Съёмки фильма начались в Альбукерке, в марте 2020 года, но были приостановлены из-за пандемии COVID-19. В январе 2021 года к актерскому составу фильма присоединилась Изабелла Амара, и в том же месяце производство возобновилось. В марте 2021 года к актёрскому составу фильма присоединились Джей Смит-Камерон и Лио Типтон, а дистрибьютором выступила компания Focus Features.
Композитором фильма стал Финнеас О'Коннелл. Саундтрек был издан на лейбле Back Lot Music.

## Прокат
Мировая премьера состоялась на фестивале «Трайбека» 12 июня 2022 года, а в прокат в США фильм вышел 29 июля 2022 года. 16 сентября 2022 года фильм был выпущен эксклюзивно на стриминговом сервисе Peacock. Фильм был выпущен на Blu-ray и DVD через 4 дня, 20 сентября 2022 года.

### Кассовые сборы
В Соединенных Штатах и Канаде «Месть» была выпущена вместе с фильмом «DC Лига Суперпитомцы» и, по прогнозам, в первые выходные должна была собрать около $2 миллионов в 998 кинотеатрах. Фильм собрал $650,000 в первый день и в общей сложности $1,8 миллиона за выходные, заняв 10-е место по итогам уикенда. Deadline Hollywood отметил, что, хотя сумма была «не супер», малобюджетный фильм, получивший прокат в кинотеатрах, станет «более привлекательным и выделяющимся для стриминг сервисов и PVOD». Во второй уик-энд сборы фильма упали на 60% и составили $720,000.

### Реакция критиков
На сайте Rotten Tomatoes фильм имеет рейтинг 81% со средней оценкой 6,9/10 на основе 158 отзывов. Критический консенсус веб-сайта гласит: «Сценарист, режиссер и звезда Б. Дж. Новак мог бы более остро подойти к более глубоким темам этой черной комедии, но если вы настроены на хитроумный детектив «Месть» вам подойдёт». На Metacritic средневзвешенная оценка фильма составляет 65 из 100 на основе 39 отзывов, что указывает на «преимущественно положительные отзывы». Аудитория, опрошенная CinemaScore, поставила фильму среднюю оценку «B+» по шкале от A+ до F, в то время как PostTrak дал фильму общую положительную оценку в 76%, при этом 57% опрошенных заявили, что определенно порекомендовали бы его.